# Gunung Geureudong (berg i Indonesien, lat 4,81, long 96,82)
Gunung Geureudong är ett berg i Indonesien.   Det ligger i provinsen Aceh, i den västra delen av landet, 1 700 km nordväst om huvudstaden Jakarta. Toppen på Gunung Geureudong är 2 864 meter över havet. Gunung Geureudong ingår i Pegunungan Pase.